# Pierre Veyron

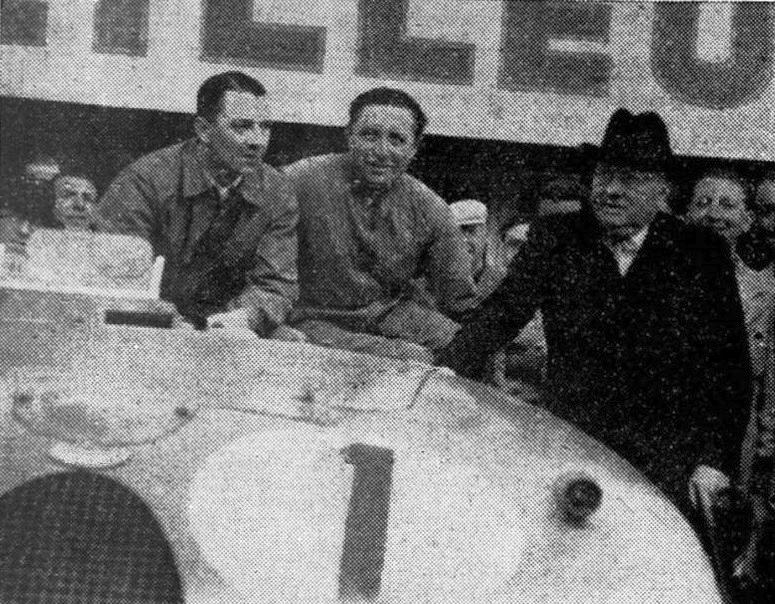
Pierre Veyron (Mitte) mit Jean-Pierre Wimille (links) und Charles Faroux nach dem Sieg beim 24-Stunden-Rennen von Le Mans 1939

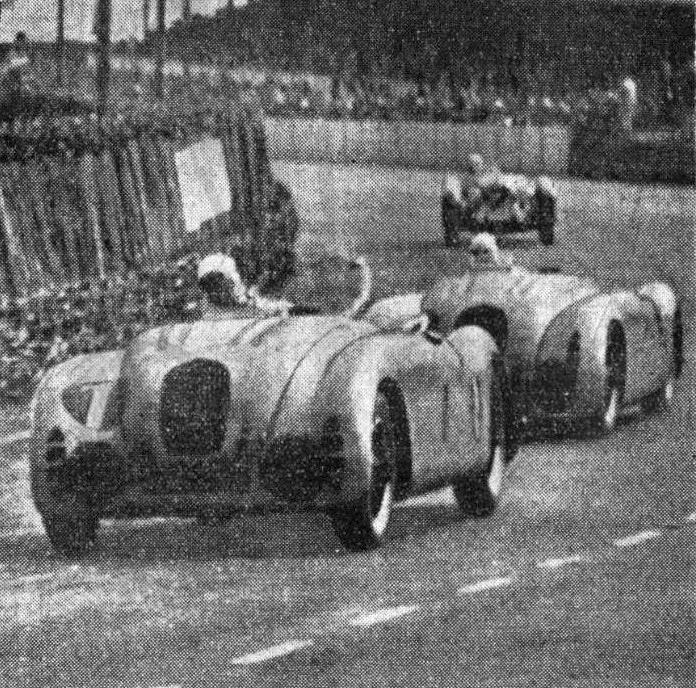
Die beiden Bugatti Type 57G Tank von Jean-Pierre Wimille und Pierre Veyron in der Anfangsphase des 24-Stunden-Rennens von Le Mans 1937

Pierre Veyron (* 1. Oktober 1903 in Berc; † 2. November 1970 in Èze) war ein französischer Automobilrennfahrer, der zwischen 1933 und 1953 aktiv war.

## Karriere
1932 wurde Veyron von Ettore Bugattis Sohn Jean eingestellt. Veyron wurde Testfahrer und Entwicklungsingenieur und optimierte fortan die Rennwagen. Als Werksfahrer fuhr er bis 1937 weiterhin Rennen und gewann beispielsweise 1933 und 1934 das Berliner AVUS-Rennen mit einem Typ 51 A. Als Entwickler arbeitete Veyron vor allem am Typ 57, dessen Verkauf ab 1933 das wirtschaftliche Rückgrat des Unternehmens bildete. 1939 siegte er als Höhepunkt seiner Rennfahrerlaufbahn im Wechsel mit Jean-Pierre Wimille beim 24-Stunden-Rennen von Le Mans.
Im Zweiten Weltkrieg ging Pierre Veyron wie viele Bugatti-Mitarbeiter in den französischen Widerstand und kämpfte gegen die deutschen Besatzer. Leiter der Resistance-Gruppe waren die Rennfahrer Robert Benoist und William Grover-Williams, die beide gefangen genommen und in Konzentrationslagern hingerichtet wurden. 1945 erhielt Veyron für seine Verdienste während der Besatzungszeit das Kreuz der französischen Ehrenlegion. Nach dem Krieg fuhr Veyron noch einige Rennen, widmete sich aber hauptsächlich seiner Familie und seinem Unternehmen. 1970 starb Pierre Veyron in Èze, das zwischen Monte Carlo und Nizza liegt.
Nach Veyron ist der Supersportwagen Bugatti Veyron 16.4 benannt.

## Statistik

### Le-Mans-Ergebnisse
| Jahr | Team                | Fahrzeug              | Teamkollege           | Platzierung | Ausfallgrund       |
| ---- | ------------------- | --------------------- | --------------------- | ----------- | ------------------ |
| 1934 | Roger Labric        | Bugatti Type 50S      | Roger Labric          | Ausfall     | Motorschaden       |
| 1935 | Roger Labric        | Bugatti Type 50S      | Roger Labric          | Ausfall     | Motorschaden       |
| 1937 | Roger Labric        | Bugatti Type 57G Tank | Roger Labric          | Ausfall     | Leck im Tank       |
| 1939 | Jean-Pierre Wimille | Bugatti Type 57C Tank | Jean-Pierre Wimille   | Gesamtsieg  |                    |
| 1949 | Amédée Gordini      | Simca-Gordini Type 8  | José Scaron           | Ausfall     | Kupplungsschaden   |
| 1950 | M.A.P               | M.A.P                 | François Lacour       | Ausfall     | Leck im Wassertank |
| 1951 | Equipe Gordini      | Gordini T15S          | Georges Monneret      | Ausfall     | Kraftübertragung   |
| 1952 | Donald Healey       | Nash-Healey           | Yves Giraud-Cabantous | Ausfall     | Getriebeschaden    |
| 1953 | Nash-Healey Inc.    | Nash-Healey Sports    | Yves Giraud-Cabantous | Ausfall     | kein Öldruck       |

### Einzelergebnisse in der Sportwagen-Weltmeisterschaft
| Saison | Team        | Rennwagen          | 1   | 2   | 3   | 4   | 5   | 6   | 7   |
| ------ | ----------- | ------------------ | --- | --- | --- | --- | --- | --- | --- |
| 1953   | Nash-Healey | Nash-Healey Sports | SEB | MIM | LEM | SPA | NÜR | RTT | CAP |
| 1953   | Nash-Healey | Nash-Healey Sports | DNF |     |     |     |     |     |     |